# 浅井裕介 (プロ雀士)
浅井 裕介（あさい ゆうすけ、1986年9月22日 - ）は競技麻雀のプロ雀士。最高位戦日本プロ麻雀協会所属。33期前期入会。東京都八王子市出身。キャッチフレーズは「日本一キレやすいプロ雀士」。

## 経歴・人物
法政大学経済学部入学と共に麻雀店で働き始め、在学中の2008年にプロデビュー。のちに大学は中退している。
趣味はスポーツ観戦で、特に野球観戦が好き。ファンクラブに入会するほどの東京ヤクルトスワローズの大ファン。フェス・ライブ観戦、脱出ゲーム、マーダーミステリーも好き。
デビュー当初から麻雀教室を手掛けており、20～30代向けの麻雀教室から高齢者向けの健康麻雀教室まで、幅広い層への講義経験を持つ。
2023年6月より開催されるMトーナメント2023に出場し、ファイナルステージ1卓まで突破した。。
2024年1月に配信されたスリアロチャンネル・麻雀プロのカラオケ対抗戦にてフリーザの格好で出場した

## 獲得タイトル
- 第13期・第14期 RMUクラウン 優勝
- 第31期 麻雀マスターズ 優勝